# Olga Ramos (activista)
Olga Isabel Ramos (Caracas, Venezuela, 1962-Tenerife, España, 17 de septiembre de 2022) fue una activista, profesora e investigadora venezolana dedicada a la investigación y análisis de políticas educativas.

## Educación
Ramos egresó como urbanista de la Universidad Simón Bolívar (USB) en Caracas. Posteriormente se especializó en Sistemas de Información Geográfica en la Universidad de Gerona, España, y estudió una maestría de desarrollo y ambiente en la USB.

## Carrera
Dedicó su trayectoria profesional y su trabajo investigativo al análisis de políticas educativas. Fue fundadora del Observatorio Educativo Venezolano, donde realizaba análisis y propuestas de políticas públicas en dicha área, e Integrante de la organización no gubernamental Asamblea de Educación. Trabajó como profesora Programa de Formación para Líderes Emergentes Instituto de Estudios Superiores de Administración (IESA) y de la especialización en gerencia de instituciones educativas de la Universidad Metropolitana. Adicionalmente, Olga fue presidenta de la Asociación de Egresados de la USB y e integrante de la coral de profesores Garúa.
Trabajó en proyectos con ONG tales como Consejo Nacional de Educación, Centro Interamericano de Estudios e Investigaciones para el Planeamiento de la Educación (Cinterplan-OEA), Fe y Alegría, al igual que colaboró en proyectos con la alcaldía del municipio Chacao de Caracas, las secretarías de educación gubernamentales de los estados Carabobo, Monagas y Zulia y con el Ministerio de Educación de Venezuela, de Colombia y de Argentina.
En agosto de 2022 fue galardonada con la Orden Ernesto Mayz Vallenilla como reconocimiento de egresada destacada, otorgada en conjunto por la Universidad Simón Bolívar y su Asociación de Egresados.
Falleció a los sesenta años después de padecer de un cáncer que había diagnosticado desde hacía varios años.

## Vida personal
Olga fue hermana de la bióloga Catalina Ramos.